# Swetlana Pawlowna Styrkina
Swetlana Pawlowna Styrkina (russisch Светлана Павловна Стыркина, engl. Transkription Svetlana Styrkina, geb. Мощенок – Moschtschenok – Moshchenok; * 1. Januar 1949 in Kunzy, Mahiljouskaja Woblasz) ist eine ehemalige sowjetische Mittelstreckenläuferin, die sich auf die 800-Meter-Distanz spezialisiert hatte.
1970 gewann sie bei den Leichtathletik-Halleneuropameisterschaften in Wien Bronze in der 2000-Meter-Staffel.
Bei den Olympischen Spielen 1976 in Montreal kam sie auf den fünften Platz.
1977 wurde sie Vierte bei den Leichtathletik-Halleneuropameisterschaften in San Sebastián und jeweils Dritte beim Leichtathletik-Europacup in Helsinki und beim Leichtathletik-Weltcup in Düsseldorf.
1977 wurde sie Sowjetische Meisterin und 1977 sowie 1979 Sowjetische Hallenmeisterin.

## Persönliche Bestzeiten
- 800 m: 1:56,44 min, 26. Juli 1976, Montreal
  - Halle: 2:01,4 min, 13. März 1977, San Sebastián
- 1000 m: 2:39,7 min, 26. September 1978, Jablonec